# Government-sponsored enterprise
Government-sponsored enterprise (GSE; deutsch „staatlich gefördertes Unternehmen“) sind in den USA staatsnahe Finanzinstitute mit dem Betriebszweck, als Kreditgeber für bestimmte Kreditarten zu fungieren, die im öffentlichen Interesse stehen. Pendant ist die Government-Owned Corporation (GOC; deutsch „Staatsunternehmen“).

## Allgemeines
Der Kongress der Vereinigten Staaten schuf das erste GSE im Jahre 1916, um langfristige Agrarkredite an Farmer und Rancher zu fördern. Es folgten finanzielle Fördermittel für den Wohnungsbau durch GSE, die Hypothekendarlehen an Bauherren ausgaben. Obwohl der Staat diese GSE nicht ausdrücklich mit einer staatlichen Zahlungsgarantie schützt, vertreten die GSEs ein Kreditvolumen von 4,4 Billionen US-Dollar. Es besteht lediglich die Möglichkeit, dass die Regierung im Krisenfall finanzielle Unterstützung leistet, wie es in der Vergangenheit bereits geschehen ist.

## GSE-Unternehmen
Zu den GSE-Unternehmen gehören Fannie Mae, Freddie Mac, die FHL-Banken und das Farm Credit System. GSE sind von den Bundes-, Staats- und Gemeindesteuern befreit.
Die GSE beschaffen sich am Kapitalmarkt Geld durch Emission von Anleihen. Als staatsnahe Institute erhalten sie von den Ratingagenturen die bestmöglichen Bonitätsbewertungen, obwohl sie nicht über eine ausdrückliche Staatsgarantie verfügen. Die GSE können jedoch im Fall von Liquiditätsproblemen auf eine Kreditlinie des US-Finanzministeriums zurückgreifen.

## Entwicklung
Im Zuge der Finanzkrise ab 2007 wurden am 7. September 2008 zwei GSEs, Fannie Mae und Freddie Mac, verstaatlicht, und die zuständige Aufsichtsbehörde Federal Housing Finance Agency (FHFA) übernahm die Kontrolle.